# Grèves de 1962-1963 en Espagne
Les grèves de 1962-1963 en Espagne ont commencé dans les mines de charbon des Asturies, où elles ont réuni entre 40 000 et 60 000 mineurs entre juillet et septembre 1963. Elles touchèrent en 1962 essentiellement Nalón, avec comme capitale Langreo, et Caudal, avec Mieres. Ces grèves, entamées au printemps 1962, sont une étape marquante de l'histoire de l'Espagne franquiste, régime qui proscrivait tout droit de grève en application des principes du national-syndicalisme, et furent le premier mouvement social d'envergure depuis la fin de la guerre civile.

## Le contexte politique et les grèves de 1962
En 1959, le Plan Nacional de Estabilización Económica (es) (plan national de stabilisation économique), libéralisant l'économie, avait autorisé l'importation de charbon.
Le 7 avril 1962, les 2 000 mineurs de La Nicolasa se mirent en grève, protestant contre la non-application des augmentations de salaires prévues par des conventions collectives signées plusieurs mois auparavant. Parmi les grévistes, des militants du Parti communiste espagnol (PCE, clandestin), des anarchistes et/ou des non-affiliés, mais aussi une extrême minorité d'anciens phalangistes, comme Francisco Fernández, ancien de la División Azul .
Une semaine plus tard, la grève s'était étendue à tout le Caudal, suivie de Turón (le 16) puis Nalón. À la suite du lock-out (fermeture et licenciement des grévistes), le 23 avril 1962, 18 000 mineurs cessèrent le travail en solidarité. En Biscaye et au Guipuscoa (Pays basque), des ouvriers du textile se mettent également en grève. Finalement, la grève s'étend en Catalogne (Barcelone, etc.), à El Ferrol (Galice), Sagunto (près de Valence), Jerez (Andalousie) et même Madrid, où des femmes manifestent Puerta del Sol.
Pour diffuser les mots d’ordre, ne pouvant mener d’assemblées publiques ou de réunions de coordination, les mineurs durent recourir à des moyens discrets. Le signe de l’arrêt du travail était donné de manière codée. Les femmes des mineurs grévistes jouèrent un rôle crucial dans la diffusion secrète des mots d’ordre entre les différents districts miniers.
Dans un premier temps, Madrid censura toute information concernant les grèves, tentant de nier leur existence, avant de céder face à un certain nombre de revendications. Le 4 mai 1962, il décréta l'état d'exception (accompagné du couvre-feu) dans les provinces affectées, réprimant brutalement le mouvement pourtant non-violent .
La JOC (Jeunesse ouvrière catholique) et quelques-uns de l'UGT furent les premiers syndicats à participer au mouvement, suivi du PCE, qui en fut le fer de lance, ainsi que des syndicats plus petits comme l'Alliance syndicale et le Front de libération populaire. Des caisses de solidarité furent également constituées à l'étranger, notamment à Toulouse et à Prague.
Lorsque 70 000 mineurs s'associèrent au mouvement, il décida d'obliger la Compagnie des mines à augmenter le prix du charbon afin d'augmenter les salaires, et le 24 mai 1962, celle-ci accéda aux revendications.
Une partie du clergé avait pris position pour les grévistes, tandis que l'opinion internationale s'était émue de ce mouvement, premier du genre depuis l'instauration du régime franquiste. Des intellectuels espagnols, menés par Menéndez Pidal, âgé de plus de 90 ans, publièrent un texte dénonçant les tortures infligées aux femmes de mineurs. Certains grévistes furent ensuite déférés devant les juridictions militaires et déportés, avec au moins une cinquantaine d'arrestations. D'autres furent déplacés dans d’autres villes afin de réduire leur « capacité de nuisance », mais ils furent le plus souvent pris en charge par les sections communistes locales. Sur le plan économique, Madrid abaissa aussi les droits de douane sur le charbon afin de répondre aux manques suscités par les grèves.
Beaucoup de mineurs écoutaient le soir La Pirenaica, la station clandestine mise en place par le Parti communiste, sur laquelle étaient notamment diffusés les discours de solidarité de Dolores Ibárruri. Les communistes mirent leurs réseaux informels au service de la grève et leurs militants en exil organisèrent la solidarité internationale. Ainsi, le 14 mai 1962, plus d’un millier de personnes se réunirent à Genève devant le consulat espagnol pour exprimer leur appui aux mineurs en grève.
Lorsque les grèves éclatèrent à nouveau en 1963, le gouvernement reconnut immédiatement leur existence, mais tenta de les expliquer par la crise touchant le secteur du charbon (au même moment, des grèves touchent Decazeville, etc.). Il répliqua au début par des lock-outs, puis proposa un débat sur l'avenir global des mines avec le syndicat vertical, ce qui fut rejeté par les grévistes.

## Le déroulement des grèves de 1963
Les premières revendications concernaient les salaires, durement affectés par l'inflation et la hausse du coût de la vie depuis la dernière augmentation obtenue seize mois auparavant, lors des grèves du printemps 1962. Elles s'étendirent aux conditions de travail, avec notamment l'insécurité des mines et la revendication des congés payés (les métallurgistes de Miaros ayant obtenu un mois). Enfin, les mineurs réclamaient le droit de choisir leurs délégués, défiant frontalement le « syndicat vertical » mis en place par Franco. Les mineurs furent appuyés par les pêcheurs de Bilbao, qui leur fournirent du poisson afin de pouvoir survivre et continuer la lutte, solidarité également manifestée par les petits commerçants.
En France a lieu au même moment en mars la  grève des mineurs français de 1963. En Espagne, face au développement du conflit, le gouvernement répliqua en faisant quelques concessions mineures, notamment vis-à-vis des métallurgistes de Mieres (où les premières grèves dataient de 1879, bien avant que le mouvement socialiste pénètre la région) , mais surtout par la répression, en arrêtant et emprisonnant des dizaines de grévistes, soumis ensuite à la torture. Il organisa aussi des procès médiatiques contre des anarchistes, arrêtant cinq anarchistes, avant et après des explosions peu importantes visant à protester contre le tourisme . Deux anarchistes furent exécutés par garrot, et trois Français condamnés à des peines de prison allant de 15 à 30 ans. Le 20 avril 1963, Julián Grimau, cadre du Parti communiste espagnol (PCE, clandestin), avait été exécuté malgré une campagne de presse internationale.
Quelques grèves ont également éclaté, alors que le mouvement s'essoufflait dans les Asturies, chez les mineurs du sud (Río Tinto et Puertollano) ainsi qu'à Jaén. Dans une lettre d'octobre 1963, Guy Debord écrit alors :
« Je joins à cette lettre quelques informations sur la récente grève des mineurs espagnols (dans les mines de charbon de la province des Asturies). C’est certainement l’événement le plus important de l’année pour le mouvement ouvrier en Europe. »
Le même enthousiasme était manifesté dans tous les rangs de la gauche.

## Épilogue
En 1965, une manifestation de mineurs à Mieres, exigeant la libération des camarades emprisonnés, termina en attaque contre le commissariat, événement rare et insolite sous la dictature franquiste.
Confronté aux pertes économiques des entreprises minières, le gouvernement décida de nationaliser la plupart d'entre elles, créant HUNOSA (Hulleras del Norte S.A.) en 1967.
Selon Jorge M. Reverte (La furia y el silencio. Asturias, primavera de 1962), ces grèves furent un élément décisif poussant à la libéralisation du régime et finalement à la transition démocratique. Le PCE en profita pour organiser davantage les Comisiones Obreras, jusqu'à en faire un syndicat officiel, bien qu'illégal, infiltrant le sindicato vertical.
Les métallurgistes de Madrid et d'Echávarri lanceront en 1967 une grève de 163 jours. Malgré l'interdiction persistante de la grève (jusqu'en 1975, année de la mort de Franco), l'Espagne sera en 1973 le troisième pays d'Europe, derrière l'Italie et le Royaume-Uni (et devant la France) en nombre de conflits syndicaux et d'heures de travail perdues, devenant deuxième en 1974, derrière l'Italie .
Malgré la non-reconnaissance du droit de grève, le ministère du Travail commença à publier, à partir de 1963, des statistiques sur le nombre de grèves par an, permettant de voir que l'année 1970 fut l'une des plus conflictuelles, avec plus de 1 500 grèves dans tout le pays (241 grèves en 1963, 126 en 1964, 150 en 1965, 147 en 1966, 513 en 1967, 309 en 1968, 439 en 1969, 1 542 en 1970, 549 en 1971, 713 en 1972, 1 926 en 1974) .
D'autres grandes grèves auront lieu dans les Asturies en 1975-1976, au moment de la transition démocratique, puis en 1987 et 1991-1992.